# Sinagoga de Ivrea
La sinagoga de Ivrea, construida en 1875, está ubicada en un edificio en via Quattro Martiri 20, en Ivrea, en la zona del antiguo gueto.

## El edificio
Con el aumento demográfico que afectó a la comunidad judía de Ivrea a raíz de la Emancipación judía, en 1870 se decidió construir una sinagoga más grande, en lugar del pequeño oratorio de rito alemán utilizado hasta entonces. La sinagoga se completó y abrió al culto en 1875. Al contrario de lo que sucedió en otras renovaciones similares de antiguas sinagogas a finales del siglo XIX, el edificio de via Quattro Martiri (antes via Palma, una calle adoquinada del antiguo gueto de Ivrea) no recibió una fachada monumental ni elementos distintivos que señalaran la presencia del lugar de culto.
El interior es encantador, de refinada elegancia y belleza. La gran sala está decorada con paredes pintadas de falso mármol y vitrales; conserva aun los muebles originales del siglo XIX. En un hueco está ubicado el Mishján, embellecido con columnas, se encuentra el Aron ha Kodesh, cuyas puertas de madera tienen tallados símbolos hebreos: la menorá, los panes de la proposición, el fuego sagrado y el Arón ha-Brith. La tevah está hecha de madera de nogal y también los bancos tallados dispuestos en dos filas paralelas. Una escalera exterior conduce al Ezrat Nashim que se encuentra en el piso superior en la parte trasera de la sala de oración.
La sinagoga, que pronto se volvió sobredimensionada en comparación con la pequeña comunidad judía local, después de un período de abandono es hoy propiedad del municipio de Ivrea, que la restauró en 1999 y la utilizó para actividades culturales. La ceremonia de reapertura del templo tuvo lugar el 12 de diciembre de 1999 en presencia del alcalde Fiorenzo Grijuela, el presidente de la comunidad judía de Turín Enrico Fubini y el obispo de Ivrea Arrigo Miglio.
En el mismo edificio también hay un pequeño oratorio de invierno al que se accede por una entrada independiente. Restaurado en 1985 con la reubicación del aron del siglo XIX, todavía atiende las necesidades litúrgicas habituales de la comunidad judía de Ivrea con motivo de las principales fiestas judías.